# Warnsdorf (Wüstung)
Warnsdorf ist eine Wüstung im Tharandter Wald auf der Gemarkung Tharandt im Landkreis Sächsische Schweiz-Osterzgebirge in Sachsen.

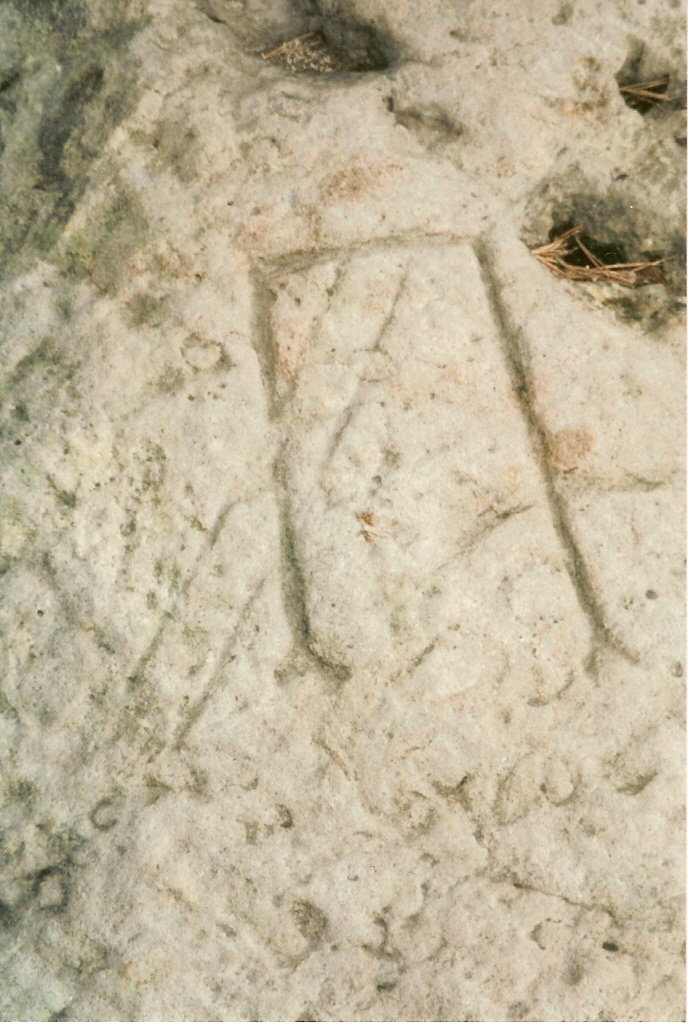
Mittelalterliche Darstellung eines Galgens an einem Felsen unweit der archäologisch ergrabenen Wüstung

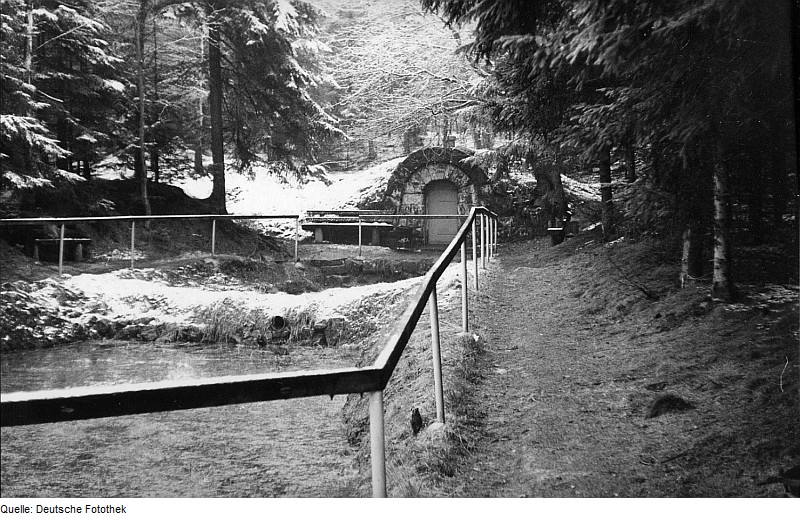
Warnsdorfer Quelle, Wasserhaus 1980

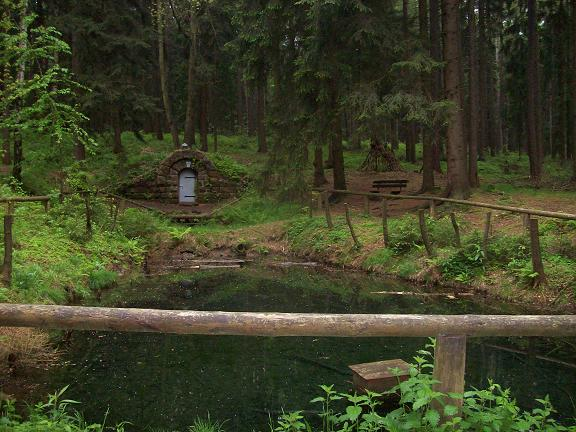
Wasserhaus und Quellteich der Warnsdorfer Quelle im Jahr 2010

Sagen berichten, dass nahe Grillenburg im Tharandter Wald das Dorf Warnsdorf lag. Es soll im Jahr 1007 wegen gottlosen Lebens seiner Bewohner in der Erde versunken sein. Des Weiteren berichten die Sagen, dass auf den Warnsdorfer Wiesen, wo einst der Ort versank, von Wildschweinen eine Glocke ausgegraben wurde, die hernach in die Kirche Fördergersdorf und später an den Glockenstuhl im Kurort Hartha gelangte.
Bei Ausgrabungen wurden durch das Archäologische Landesamt Sachsen 1981/83 und 2017 am Warnsdorfer Flügel Reste von Brunnen, einer Kirche sowie von Hausstellen gefunden, welche dem 12. Jahrhundert zuzuordnen sind. Dendrochronologische Untersuchungen der aufgefundenen hölzernen Bauteile ergaben die Jahre 1162–63 als Fälldatum der verwendeten Bäume. Schon vorher waren Reste von historischen Brücken und eine Felszeichnung mit Galgen nahe der Ausgrabungsstätte gefunden worden. Außerdem erfolgte der wissenschaftliche Siedlungsnachweis durch die Pollenanalyse von Martin Schretzenmayr (Technische Universität Dresden, Fachrichtung Forstwissenschaften Tharandt).
Die Einwohner dürften die Wachmannschaft für die zur markmeißnischen Grenzburg Tharandt sowie dem romanischen Vorgängerbau von Schloss Grillenburg gehörenden Vorposten Markgrafenstein und Burgstadl (Borschelberg) gestellt haben, die, wie die benachbarte Burg Pohrsdorf, dem Schutz von Pilger- und Handelswegen (z. B. Heiliger Weg) und der Grenze zum Burggrafentum Dohna, mit Grenzburgen in Rabenau und Ruppendorf, dienten.
Eine nicht mehr nachweisbare Urkunde, die in der Ortschronik von Fördergersdorf genannt wird, besagte sogar, dass Warnsdorf zusammen mit Pohrsdorf, Granaten (Tharandt) und Hintergersdorf 1307 in der Kirche Fördergersdorf eingepfarrt war.
Die Aufgabe des Siedlungsplatzes im 14. Jh. kann im Zusammenhang mit dem allgemeinen Rückschlag der Besiedlungstätigkeit im Spätmittelalter gesehen werden, deren Ursachen im Einzelnen sehr mannigfaltig sein können und für den konkreten Fall nur schwer rekonstruierbar sind. Bei Warnsdorf werden u. a. die ungünstigen klimatischen Verhältnisse am Siedlungsplatz dazu angeführt. Es wird angenommen, dass die Warnsdorfer Einwohner im 14. Jh. das benachbarte Dorfhain gründeten bzw. dorthin umsiedelten.
An die Siedlung erinnern heute noch die Warnsdorfer Quelle (369 m), der Warnsdorfer Bach (Zufluss der Triebisch), der Warnsdorfer Flügel und der Warnsdorfer Weg sowie die Warnsdorfer Wiesen im Tharandter Wald. Die Warnsdorfer Quelle ist ein beliebtes Ziel für Wanderer und Ausflügler im Naherholungsgebiet Tharandter Wald. Sie befindet sich an der Kreuzung von Dorfhainer Weg und C-Flügel. Es gibt dort einen Rastplatz und eine Schutzhütte. Als stärkste Quelle im Tharandter Wald gibt sie in der Sekunde bis zu vier Liter Wasser. Wegen des Entzugs einiger der Quellen des Todteichbaches erhielten die Hintergersdorfer und Tharandter Mühlenbesitzer 1790 die landesherrliche Konzession zur Ableitung von Wasser aus dem Warnsdorfer Quell und dem Eulenborn über einen Graben zur Verstärkung des Todteichbaches. 1906 bis 1991 diente die Warnsdorfer Quelle der Trinkwasserversorgung von Tharandt und zum Teil vom Kurort Hartha. Heute liefert sie das Brauchwasser für den ForstPark Tharandt und speist über den Quellteich und einen Biotopteich den Warnsdorfer Bach im Einzugsgebiet der Triebisch. Das Quellwasser hat nach aktuellen Untersuchungen keine Trinkwasserqualität.